# Dwayne Morton
Pour les articles homonymes, voir Morton.
Dwayne Morton, né le 8 août 1971, à Louisville, au Kentucky, est un ancien joueur américain de basket-ball. Il évolue au poste d'ailier.

## Palmarès
- McDonald's All American 1990
- Champion d'Angleterre 1999
- Champion USBL 1996
- Meilleur défenseur du championnat de Bulgarie 2003, 2007
- Coupe de Bulgarie 2009